# Карвенське-Блото-Друге
Карвенське-Блото-Друге (пол. Karwieńskie Błoto Drugie) — село в Польщі, у гміні Крокова Пуцького повіту Поморського воєводства.
Населення — 246 осіб (2011).
У 1975-1998 роках село належало до Гданського воєводства.

## Демографія
Демографічна структура станом на 31 березня 2011 року:
|          | Загалом | Допрацездатний вік | Працездатний вік | Постпрацездатний вік |
| -------- | ------- | ------------------ | ---------------- | -------------------- |
| Чоловіки | 124     | 36                 | 79               | 9                    |
| Жінки    | 122     | 33                 | 73               | 16                   |
| Разом    | 246     | 69                 | 152              | 25                   |